# 64 (số)
64 (sáu mươi bốn) là một số tự nhiên ngay sau 63 và ngay trước 65.